# Bongcheon-Dong Ghost
Bongcheon-Dong Ghost (tạm dịch: Bóng ma Bongcheon-Dong; tiếng Hàn: 봉천동 귀신; Hanja: 奉天洞鬼神) là một webtoon kinh dị ngắn của Hàn Quốc được tạo ra bởi Horang vào năm 2011. Thuộc tuyển tập truyện kinh dị The Vault of Horror: A Collection of Nightmares (phiên bản tiếng Hàn) (tiếng Hàn: 2011 미스테리 단편, hay còn dịch là Những truyện ma huyền bí 2011), Bongcheon-Dong Ghost là truyện ma đô thị sử dụng hoạt hình để mang đến hiệu ứng jump scare cho người đọc. Webcomic này đã trở nên lan truyền ngay sau khi phát hành.

## Lịch sử
Vào tháng 7 năm 2011, họa sĩ người Hàn Quốc Horang đã xuất bản một webtoon ngắn mang tên Ok-su Station Ghost (tiếng Hàn: 옥수역 귀신; Hanja: 玉水驛鬼神) trên Naver Webtoon. Webtoon này được đăng tải như là một phần của tuyển tập truyện tranh kinh dị The Vault of Horror: A Collection of Nightmares (phiên bản Hàn Quốc), bao gồm các hiệu ứng giả 3D để hù dọa người đọc, thậm chí còn có cả cảnh bàn tay của một con ma nhảy ra khỏi màn hình như muốn chộp lấy người xem. Horang đã tiếp nối webcomic này với Bongcheon-Dong Ghost, một webtoon kinh dị ngắn khác xuất bản vào tháng 8 cùng năm, mặc dù có nguồn cho biết ngày xuất bản của webcomic là tháng 7 năm 2011. Bản dịch của người hâm mộ sang tiếng Anh và video lồng tiếng sau đó được tạo ra vào tháng 8, khi webcomic nhanh chóng trở nên lan truyền trên toàn thế giới. Bản dịch tiếng Anh chính thức phát hành ngày 17 tháng 9. Tác phẩm đã được dịch trên trang web tiếng Anh của Line Webtoon, một dịch vụ dành cho nước ngoài của Naver Webtoon, vào ngày 1 tháng 11 năm 2015 và nằm trong tập truyện Chiller. Đến ngày 3 tháng 11 năm 2020, một phiên bản làm lại của tác phẩm cũng được dịch sang tiếng Anh trong tuyển tập Horang's Nightmare. Tuy nhiên để đọc bản này, độc giả cần phải cài đặt ứng dụng WEBTOON.

## Nội dung
"Bongcheon-Dong Ghost" bắt đầu bằng một cảnh báo với nội dung "Người đọc là phụ nữ mang thai, người cao tuổi hoặc có tình trạng bệnh lý nghiêm trọng được khuyến cáo nên cân nhắc trước khi đọc truyện".
Lấy bối cảnh tại Bongcheon-dong, Seoul, một nữ sinh đang đi bộ trên đường từ trường về nhà vào ban đêm khi chạm trán với một con ma nữ dường như đang tìm kiếm đứa con của mình. Lúc con ma lại gần cô để hỏi con mình ở đâu, cô gái đã chỉ tay về một hướng bất kỳ nhằm đánh lạc hướng con ma và chạy đến nơi an toàn. Tuy nhiên, khi cô bắt đầu rời đi, con ma đã nhanh chóng đuổi theo và bắt kịp cô, làm cho cô ngất xỉu. Khi bị đánh thức bởi một người hàng xóm vào ngày hôm sau, cô phát hiện ra rằng một người phụ nữ sống cùng quận của cô đã tự tử vào đêm hôm trước sau khi mất quyền nuôi con trong một vụ ly hôn với chồng.

### Hoạt hình
Horang sử dụng hai hình ảnh động trong webcomic để tạo nên các màn jump scare. Hình ảnh thứ nhất là khi đầu của con ma đột nhiên quay 180 độ lúc học sinh lần đầu tiên tiếp cận với nó, và cái thứ hai là một cuộc tấn công của con ma với cùng một khuôn mặt tương tự.

## Ảnh hưởng và đánh giá
"Bongcheon-Dong Ghost" nhanh chóng trở nên phổ biến với khán giả nói tiếng Anh một phần nhờ vào các clip reaction của YouTuber PewDiePie. Trang The Daily Dot đã giới thiệu webcomic trong một bài báo năm 2017, cho biết tác phẩm đã trở thành "một meme cho chính nó" và nói rằng "truyện đem lại thứ cảm xúc giống với một câu chuyện ma ngớ ngẩn nhưng đáng sợ được kể dưới các túp lều tại trại hè, và một khi bạn đọc xong, bạn sẽ hiểu tại sao rất nhiều người ngay lập tức chia sẻ tác phẩm này với bạn bè của họ".
"Bongcheon-Dong Ghost" cũng là nguồn cảm hứng cho bộ trò chơi kinh dị visual novel năm 2017 The Letter cùng với các tác phẩm kinh dị khác của Nhật Bản. Webtoon còn tạo nên ảnh hưởng tới tác giả Cameron Lucente trong quá trình thực hiện webcomic RoomZero.
Horang sau này vẫn tiếp tục tạo ra các webtoon kinh dị; anh đã phát hành một số lượng lớn các webcomic hoạt hình ngắn kể từ năm 2007. Vào năm 2013, Horang đã đăng một truyện tranh ngắn có tên Ghost in The Masung Tunnel, trong đó sử dụng hiệu ứng 3D và lập trình để tạo ra sự sợ hãi cùng những cảnh jump scare.